# Union Volleyball Arbesbach
Union Volleyball Arbesbach – austriacki klub siatkarski z Arbesbach. Od sezonu 2005/2006 występuje w najwyższej klasie rozgrywek klubowych w Austrii.

## Nazwy klubu
- 2006/2007 – WEB Arbesbach/Doebling
- 2007/2008 – SG Union Volleyball Arbesbach/Doebling
- 2008/2009 – Union Arbesbach
- 2009/2010 – Union Volleyball Arbesbach

## Sukcesy
Mistrzostwo Austrii:
- 2022[1]
- 2018, 2019
- 2012, 2016, 2021

MEVZA:
- 2020

Puchar Austrii:
- 2022[2]

Superpuchar Austrii:
- 2022[3]

## Kadra w sezonie 2010/2011
- Pierwszy trener:  Juraj Mišík
- Drugi trener:  Peter Hiemetzberger

| Nr | Imię i nazwisko     | Data ur. | Wzrost | Pozycja      |
| -- | ------------------- | -------- | ------ | ------------ |
| 1  | Stefan Kohlegger    | 1985     | 200    | środkowy     |
| 2  | Felix Rinner        | 1982     | 204    | przyjmujący  |
| 3  | Petr Calábek        | 1980     | 202    | środkowy     |
| 5  | Christian Windisch  | 1983     | 202    | atakujący    |
| 6  | Thomas Stephan Hahn | 1989     | 180    | rozgrywający |
| 7  | Michael Stiermaier  | 1990     | 190    | atakujący    |
| 9  | Peter Beňa          | 1978     | 195    | przyjmujący  |
| 10 | Michał Peciakowski  | 1981     | 197    | rozgrywający |
| 12 | Peter Hiemetzberger | 1980     | 180    | przyjmujący  |
| 18 | Matthias Kienbauer  | 1983     | 185    | libero       |